# 第九凝血因子
第九凝血因子（INN:factor IX，酶學委員會編號3.4.21.22），也稱為克里斯馬斯因子（英語：Christmas factor），是一種幫助血液凝固的絲胺酸蛋白酶，屬於肽酶家族S1。如果缺乏這種蛋白質就會導致B型血友病（也稱為克里斯馬斯病）。
第九凝血因子是一種血液凝固串級反應中的酶原。人體若是遺傳性缺乏或不足會導致出血性疾病 - B型血友病，治療這種疾病需要持續進行蛋白質替代療法。
市面上流通的第九凝血因子是一種純化的蛋白質，透過基因重組DNA（主要為人類DNA）技術生產。它是一種複雜、經後轉譯修飾的人類血清糖蛋白，也是一種高價值的生物製藥產品。
此藥物一般以藥粉形式存在，需要加入特定的溶劑進行稀釋後，再透過靜脈注射方式給藥。
此因子於1952年被發現，當時一個名為史蒂芬·克里斯馬斯 (Stephen Christmas) 的美國小男孩被發現缺乏這種因子，而出現血友病。此藥物已列入世界衛生組織基本藥物標準清單之中。

## 生理

血液凝固與蛋白質C。

第九凝血因子是一種酶原，一種無活性的前體。它經過加工去除信號肽，醣基化，然後被第十一a因子（接觸調節途徑）或第七a因子（組織因子調節途徑）裂解，產生雙鏈形式，而雙鏈經由二硫化物連接。當活化為第九a因子(factor IXa)時，在 Ca2+、膜磷脂及第八輔因子（VIII cofactor）存在下，它會水解第十因子（factor X）中的一個精氨酸-異亮氨酸鍵，形成第十a因子（factor Xa）。
抗凝血酶對於第九凝血因子具有抑制作用,可防止血液過度凝固，形成血栓。
在人類和小鼠中，第九凝血因子的表達會隨著年齡的增長而增加。在小鼠模型中，第九凝血因子基因啟動子區域的突變所引起的表型，會隨著年齡的增長而發生變化。

## 領域架構
第七、第九和第十凝血因子均為絲氨酸蛋白酶家族的成員，其共同的結構域使其在催化凝血過程中發揮非常重要的作用。

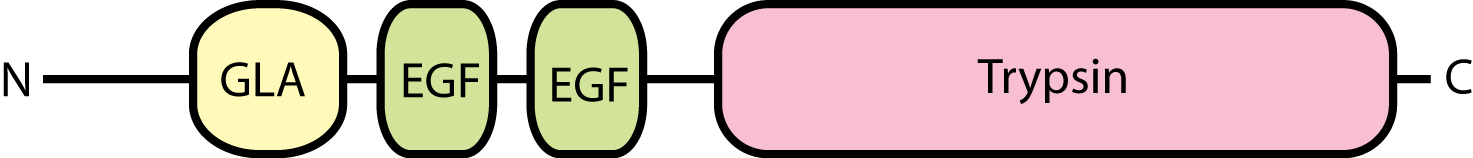
人類的第九凝血因子蛋白結構域架構，每個蛋白質結構域以一個彩色方塊表示

## 遺傳學

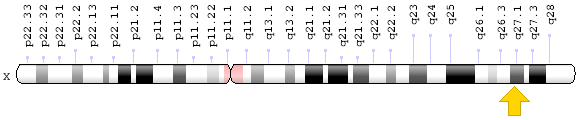
人類的第九凝血因子（F9）基因位於X染色體的q27.1位置。

由於第九因子的基因位於X染色體 (Xq27.1-q27.2) 位置上，因此其功能喪失的突變是X連鎖隱性遺傳：男性比女性更常表现出这种疾病表型。在该基因中已发现至少534种致病突变。第九凝血因子於1982年由Kotoku Kurachi和美國生化學家艾爾·大衛首次克隆成功。
波莉和茉莉是兩隻攜第九凝血因子基因的轉基因克隆的多賽特綿羊，由英國胚胎學家伊恩·威爾穆特博士於1997年在羅斯林研究所培育成功。

## 治療作用
缺乏第九凝血因子會導致B型血友病。目前已發現超過3,000種第九凝血因子的變異，其461個殘基中有75%受到影響，有些變異不會引起任何症狀，但許多會導致嚴重的出血性疾病。最初的克里斯馬斯病突變是透過對克里斯馬斯本人的DNA進行定序而確定，揭示出一個將半胱氨酸變為絲氨酸的突變。

## 副作用
通常給藥後的副作用有注射部位疼痛、寒顫、刺痛、潮紅、頭痛、噁心或嘔吐。嚴重的副作用有胸痛、呼吸困難及指尖發紺。罕見的副作用有嚴重過敏反應。

## 特定群體

### 懷孕
個體在懷孕期間，非有必要才能使用此藥物，應與醫師諮詢，經過權衡後再做決定。

### 母乳哺育
目前尚無關於哺乳期間使用第九凝血因子的臨床資料。使用前應諮詢醫師。

## 禁忌症
使用本藥物時應謹慎，尤其對於肝病患者、術後患者、腫瘤患者或有血栓或瀰漫性血管內凝血風險的患者。應權衡使用的益處與這些併發症的風險。

## 市售配方
第九凝血因子經由重組DNA及純化後而得，用於治療B型血友病。市售的配方有：
- 非那凝α (nonacog alfa，商品名稱Benefix）[28]
- 非那凝γ（nonacog gamma，商品名稱Rixubis（立速止））[20]
- albutrepenonacog alfa（商品名稱Idelvion（愛必凝））[29]
- eftrenonacog alfa（商品名稱Alprolix（愛普力克））[30]
- nonacog beta pegol（商品名稱Refixia（瑞菲克））[31]
- 重組第九凝血因子（商品名稱Benefix（賓凝適））[32]
- 重組第九凝血因子（商品名稱Idelvion)[33]
- 重組第九凝血因子 - F融合蛋白（商品名稱Alprolix)[34]
- 重組第九凝血因子（商品名稱Ixinity)[35][36]
- 重組第九凝血因子（商品名稱Rebinyn)[37]
- 重組第九凝血因子（商品名稱Rixubis)[38]
- 人類第九凝血因子（商品名稱：Alphanine SD）[39]

第九凝血因子的一些罕見突變會導致凝血活性升高，而可能導致凝血疾病，例如深靜脈血栓。這種功能突變造成蛋白質功能亢進，並與家族性早發血栓形成傾向有關聯。
第九凝血因子缺乏症的治療方法是注射經由動物或動物細胞載體殖株而產生的純化第九凝血因子。對有遺傳性第九因子缺乏症，又接受手術的患者，使用傳明酸可能有助於降低圍手術期間的出血風險。
第九凝血因子中突變的清單由歐洲血友病與相關疾病協會（European Association for Haemophilia and Allied Disorders，簡稱EAHAD） 編製和維護。
本藥物已列入世界衛生組織基本藥物標準清單之中。

## 延伸閱讀
- Davie EW, Fujikawa K. . Annual Review of Biochemistry. 1975, 44: 799–829. PMID 237463. doi:10.1146/annurev.bi.44.070175.004055.
- Sommer SS. . FASEB Journal. Jul 1992, 6 (10): 2767–74. PMID 1634040. S2CID 15211597. doi:10.1096/fasebj.6.10.1634040 .
- Lenting PJ, van Mourik JA, Mertens K. . Blood. Dec 1998, 92 (11): 3983–96. PMID 9834200. doi:10.1182/blood.V92.11.3983.
- Lowe GD.  (PDF). British Journal of Haematology. Dec 2001, 115 (3): 507–13  [2019-12-11]. PMID 11736930. S2CID 44650866. doi:10.1046/j.1365-2141.2001.03186.x . （原始内容存档 (PDF)于2021-06-19）.
- O'Connell NM. . Blood Coagulation & Fibrinolysis. Jun 2003, 14 (Suppl 1): S59–64. PMID 14567539. doi:10.1097/00001721-200306001-00014.
- Du X. . Current Opinion in Hematology. May 2007, 14 (3): 262–9. PMID 17414217. S2CID 39904506. doi:10.1097/MOH.0b013e3280dce51a.

## 外部連結
- PDB中UniProt可用的所有結構信息之概述：P00740 (Coagulation factor IX) 在PDBe-KB。
- GeneReviews/NCBI/NIH/UW entry on Hemophilia B
- The MEROPS online database for peptidases and their inhibitors: S01.214 的存檔，存档日期2005-05-05.